# BTR-70

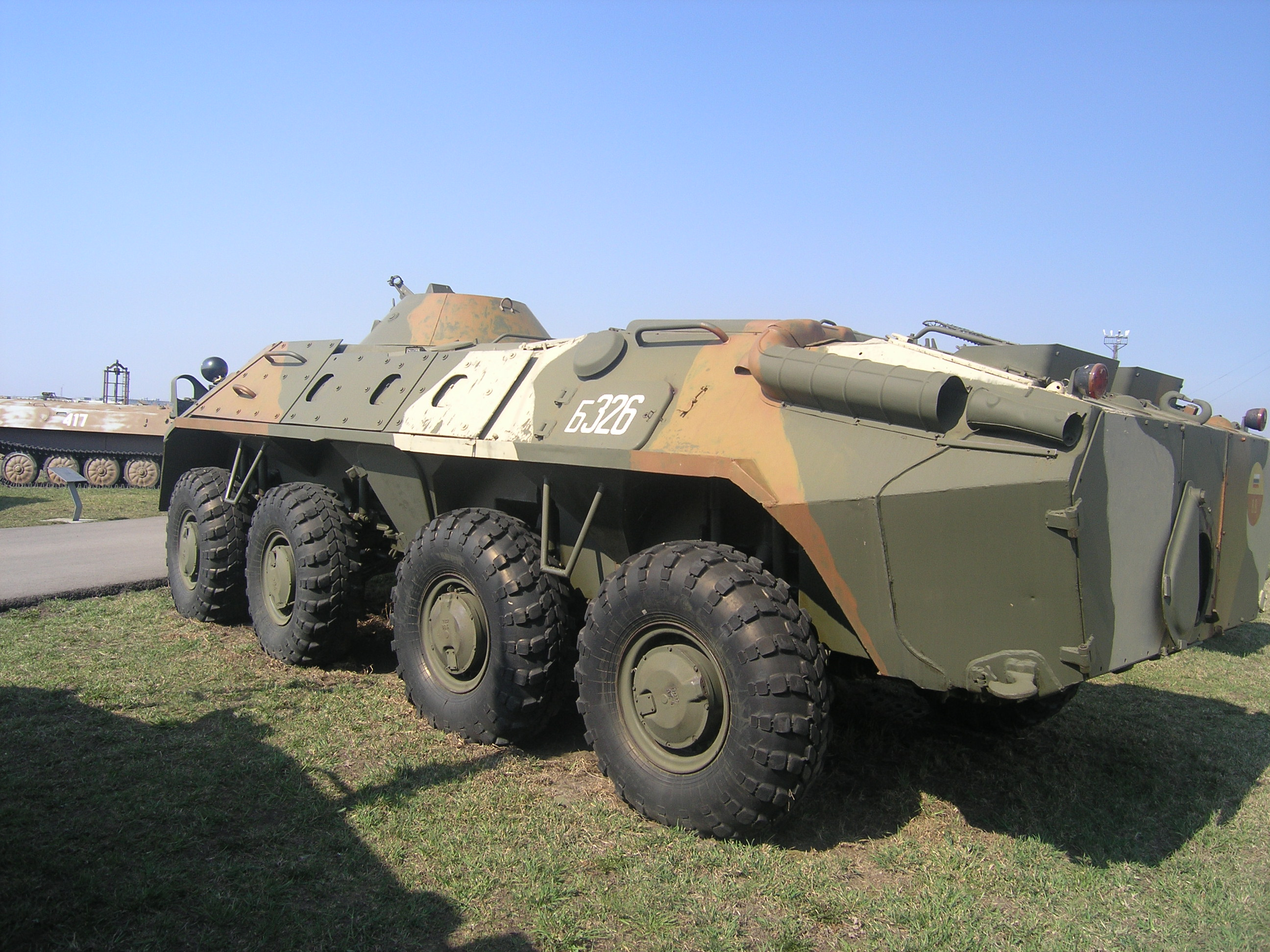
Achteraanzicht

De BTR-70 (Russisch: БТР-70, van Бронетранспортер, Bronetransporter) is een pantserwagen uit de Sovjet-Unie. Het voertuig is de opvolger van de BTR-60 en beide voertuigen lijken op elkaar. De BTR-70 heeft wel een zwaardere motor en een groter bereik. Het kwam in 1976 in dienst bij gemotoriseerde infanteriedivisies en werd vooral ingezet voor het vervoer van personeel, voor verkenningsdoeleinden en als commandovoertuig.

## Geschiedenis
De BTR-70 is de opvolger van de BTR-60. De ontwikkeling begon in 1971 en de productie startte een jaar later. Het kwam pas in 1976 bij de troepen en de vertraging werd veroorzaakt door een brand in de motorenfabriek. Het duurde nog tot november 1980 voor het voertuig aan buitenlandse waarnemers werd getoond tijdens een militaire parade in Moskou.

## Beschrijving
De BTR-70 heeft net als zijn voorganger een volledig gelaste romp. Het pantser is maximaal 10 mm dik, slechts voldoende voor de bescherming tegen kleine vuurwapens en granaatscherven. De chauffeur zit links en de commandant rechts. Achter deze twee is een volledig draaibare eenpersoonskoepel gemonteerd en deze is uitgerust met een zwaar machinegeweer. Achter de koepel is de infanterieruimte voor zes personen, zij zitten met hun gezicht gericht naar buiten. Net als in de BTR-60 zijn in de wanden schietgaten aangebracht waardoor ze naar buiten kunnen vuren.
Voor de infanteristen zijn twee kleine deuren aan de zijkant aangebracht, maar deze kunnen alleen gebruikt worden als het voertuig stilstaat. Het gevaar is anders groot dat de infanteristen onder de wielen komen als het voertuig in beweging is. Bij de BTR-60 waren deze deuren in de bovenste helft van de romp gemonteerd, bij de BTR-70 liggen deze lager in de onderste helft tussen de tweede en derde set wielen. Net als bij de BTR-60 moeten de militairen het rijdende voertuig via de bovenluiken verlaten, hier zijn zij onbeschermd en dus kwetsbaar.
De romp van de BTR-70 biedt de voor- en achterwielen een betere bescherming dan bij de BTR-60. De banden zijn vervangen door exemplaren die minder snel lek gaan. Helemaal achterin zitten twee ZMZ-4905 zescilinder benzinemotoren met een vermogen van 115 à 120 pk per stuk. Alle acht wielen worden aangedreven (8×8) en de voorste vier zijn stuurbaar. Alle banden zijn aangesloten op een centraal bandenspanningssysteem dat door de chauffeur wordt bediend. In moeilijk terrein kan de spanning worden verlaagd, waardoor het voertuig nog vooruit kan komen. Het voertuig is amfibisch en kan in het water een maximale snelheid van 10 km/h bereiken.

## Operationele geschiedenis
Het is in gebruik geweest bij de strijdkrachten van de Sovjet-Unie, het Warschaupact en landen waarmee de Sovjet-Unie destijds goede relaties onderhield. In de Afghaanse Oorlog (1979-1989) is het voertuig ingezet, maar het bleek kwetsbaar vooral door het gebruik van granaatwerpers door de moedjahedien. Op de tweede foto is zichtbaar dat extra pantserplaten zijn aangebracht.
Verschillende varianten van het voertuig werden in de 21e eeuw ingezet tijdens de Russische invasie van Oekraïne in 2022.